# Raoultův zákon
Raoultův zákon vyjadřuje závislost tlaku syté páry nad kapalným roztokem na množství rozpuštěné látky. Lze jej formulovat obecně, zpravidla se ale týká relativního snížení tlaku syté páry nad dvousložkovým roztokem, v němž je v kapalném rozpouštědle rozpuštěna tuhá nesnadno sublimující složka.
V tom případě je možné z Raoultova zákona pro tlak syté páry (1. Raoultova zákona) odvodit i závislosti, podle kterých se mění teplota varu a teplota tuhnutí takových roztoků v závislosti na množství rozpuštěné netěkavé složky (2. a 3. Raoultův zákon).

## Raoultův zákon pro tlak syté páry nad roztokem (1. Raoultův zákon)

### Obecná formulace
Parciální tlak syté páry i-té složky nad roztokem je vzhledem k tlaku syté páry nad kapalinou tvořenou pouze touto složkou nižší v poměru rovném molárnímu zlomku i-té složky v roztoku.
Označíme-li {\displaystyle p_{i}} parciální tlak syté páry i-té složky, {\displaystyle p_{0i}} tlak syté páry nad čistou i-tou složkou a {\displaystyle x_{i}} molární zlomek i-té složky v roztoku, tedy podíl látkového množství i-té složky {\displaystyle n_{i}} v roztoku k celkovému látkovému množství roztoku {\displaystyle n}, lze zákon zapsat vztahem:
{\displaystyle {\frac {p_{i}}{p_{0i}}}=x_{i}={\frac {n_{i}}{n}}}.
Závislost lze odvodit z termodynamických úvah pro vratný cyklus mezi kapalinou a párou nebo úvah o chemických potenciálech složek roztoku.

### Formulace pro dvousložkový roztok netěkavé látky
Lze-li rozpuštěnou látku považovat za netěkavou (tj. nesnadno sublimující), jde z obecné formulace odvodit velmi užitečnou závislost pro snížení (celkového) tlaku syté páry nad takovým roztokem.
Relativní snížení tlaku syté páry nad roztokem netěkavé látky je rovno molárnímu zlomku této látky v roztoku.
Je-li {\displaystyle p_{0}} tlak syté páry nad čistým rozpouštědlem, {\displaystyle p} tlak syté páry nad roztokem a {\displaystyle x} molární zlomek netěkavé složky v roztoku, lze zákon zapsat vztahem:
{\displaystyle {\frac {p_{0}-p}{p_{0}}}=x}.

### Platnost
První Raoultův zákon platí přesně za následujících podmínek:
- sytou páru nad roztokem lze považovat za ideální plyn (tj. kohezní síly mezi molekulami téže složky i molekulami různých složek navzájem jsou nulové)
- kapalný roztok lze považovat za ideální roztok (tj. kohezní síly mezi molekulami téže složky i molekulami různých složek navzájem jsou stejně velké).

Reálné roztoky, které by se přesně řídily Raoultovým zákonem ve větším rozmezí koncentrací nejsou běžné. Proto je třeba Raoultův zákon brát jako přiblížení, které navíc platí v omezeném množství koncentrací (velmi zředěné roztoky). Uvádí se, že dobrým příkladem platnosti jsou vzhledem k rovnocennosti kohezních sil vzájemné roztoky izotopů stejného prvku.

### Historická souvislost
Zákon je pojmenován po Françoisovi-Marie Raoultovi, který roku 1886 zveřejnil rozsáhlé údaje ze svých měření tlaku páry nad roztokem. Tyto údaje dobře vyhovovaly výše uvedené závislosti.

## Raoultův zákon pro zvýšení teploty varu roztoku (2. Raoultův zákon)

### Formulace s molárním zlomkem
Z výše uvedené závislosti pro tlak syté páry nad roztokem lze odvodit i závislost pro teplotu varu roztoku, označovanou jako druhý Raoultův zákon:
Teplota varu kapaliny se přidáním netěkavé složky zvyšuje o teplotní rozdíl přímo úměrný molárnímu zlomku netěkavé složky ve výsledném roztoku.
Označíme-li {\displaystyle T_{\mathrm {v} }} teplotu varu roztoku a {\displaystyle T_{\mathrm {v} 0}} teplotu varu čistého rozpouštědla, {\displaystyle \Delta H_{\mathrm {v} }^{\mathrm {(mol)} }} změnu molární entalpie při varu (běžně postaru nazývanou molární skupenské (latentní) teplo varu) a {\displaystyle R} molární plynovou konstantu, platí:
{\displaystyle T_{\mathrm {v} }-T_{\mathrm {v} 0}={\frac {RT_{\mathrm {v} 0}^{2}}{\Delta H_{\mathrm {v} }^{\mathrm {(mol)} }}}x}.
Předpokladem pro přesnou platnost je, že {\displaystyle \Delta H_{\mathrm {v} }^{\mathrm {(mol)} }} lze považovat za nezávislou na teplotě, což je pro velká rozmezí teplot zpravidla splněno. Důležitou skutečností je, že koeficient úměrnosti závisí pouze na vlastnostech rozpouštědla.

### Formulace s molalitou
Obvyklejší vyjádření druhého Raoultova zákona používá namísto molárního zlomku rozpuštěné netěkavé látky jeho molalitu, tedy podíl látkového množství rozpuštěné složky a hmotnosti rozpouštědla.
Pro velmi zředěné roztoky, kdy molární zlomek rozpuštěné složky je přibližně roven podílu látkových množství rozpuštěné látky a rozpouštědla, lze závislost přepsat do tvaru
{\displaystyle T_{\mathrm {v} }-T_{\mathrm {v} 0}=E'b\,}, kde {\displaystyle b\,} je molalita.
Koeficient úměrnosti {\displaystyle E'\,} závisí pouze na vlastnostech rozpouštědla, nazývá se ebulioskopická konstanta a lze ho vyjádřit vztahem
{\displaystyle E'={\frac {RM_{0}T_{\mathrm {v} 0}^{2}}{\Delta H_{\mathrm {v} }^{\mathrm {(mol)} }}}}, kde {\displaystyle M_{0}\,} je molární hmotnost rozpouštědla.

## Raoultův zákon pro snížení teploty tuhnutí roztoku (3. Raoultův zákon)

### Formulace
Obdobným způsobem je možné odvodit i závislost, podle které se snižuje teplota tání roztoku (označovanou jako třetí Raoultův zákon):
Teplota tuhnutí kapaliny se přidáním netěkavé složky snižuje o teplotní rozdíl přímo úměrný molárnímu zlomku netěkavé složky ve výsledném roztoku.
Vyjádřeno vztahy (označení stejné jako v předchozím odstavci, index t značí tuhnutí):
{\displaystyle T_{\mathrm {t} }-T_{\mathrm {t} 0}=-{\frac {RT_{\mathrm {t} 0}^{2}}{\Delta H_{\mathrm {t} }^{\mathrm {(mol)} }}}x}, resp.
{\displaystyle T_{\mathrm {t} }-T_{\mathrm {t} 0}=-K'b\,}, kde
{\displaystyle K'={\frac {RM_{0}T_{\mathrm {t} 0}^{2}}{\Delta H_{\mathrm {t} }^{\mathrm {(mol)} }}}}
je kryoskopická konstanta závislá pouze na vlastnostech rozpouštědla.

### Využití
- Skutečnosti, že teplota tuhnutí se snižuje s rostoucí koncentrací rozpuštěné netěkavé látky, se využívá u nemrznoucích směsí a při zimním solení vozovek.
- Měřením snížení teploty tuhnutí se stanovují relativní molekulové hmotnosti látek při kryoskopické metodě analýzy vzorků. Vhodnou látkou pro rozpouštědlo je například kafr, který se vyznačuje vysokou hodnotou kryoskopické konstanty ({\displaystyle K'} = 40,0 K·kg·mol−1, oproti například vodě s {\displaystyle K'} = 1,855 K·kg·mol−1).